# 長谷野駅
長谷野駅（ながたにのえき）は、滋賀県東近江市今堀町にある近江鉄道本線（水口・蒲生野線）の駅である。駅番号はOR26。

## 歴史
- 1916年（大正5年）12月27日：開業[1]。

## 駅構造
単式ホーム1面1線を有する地上駅であり、無人駅となっている。棒線駅であるが、八日市寄りには信号機が両方向に設置されている。

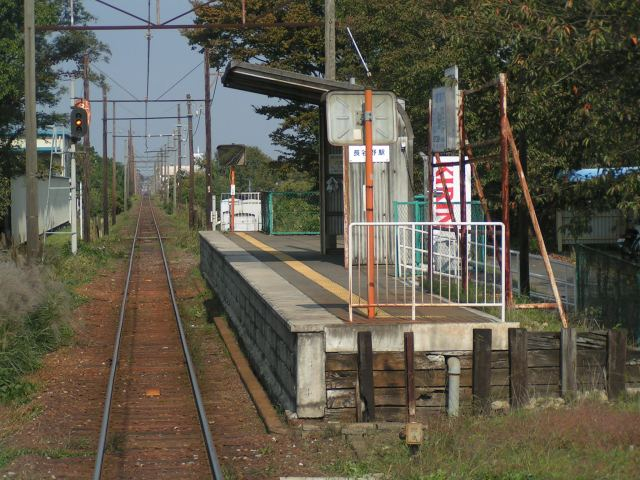
ホーム（2005年10月）
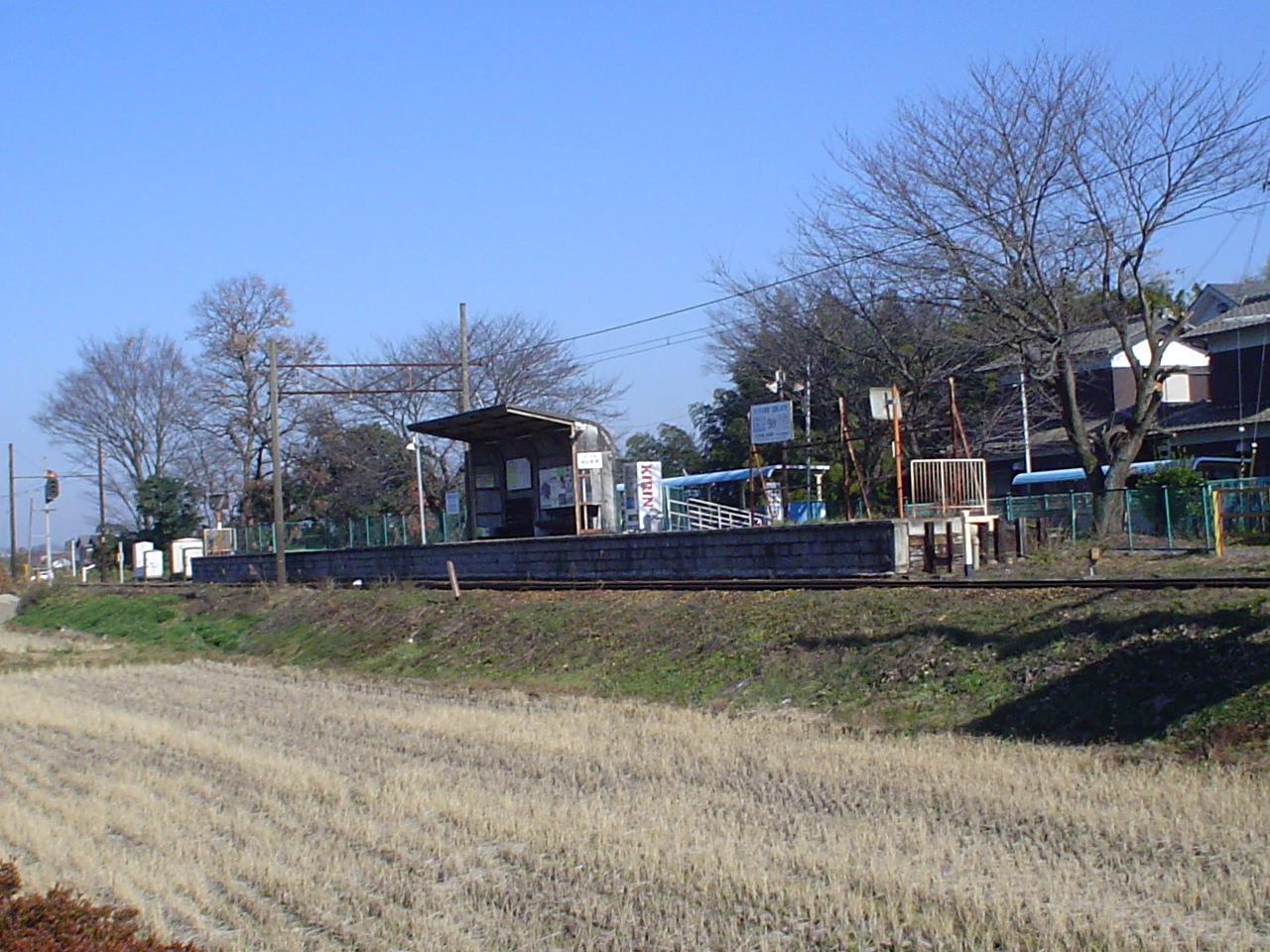
駅全景（2008年12月）

## 利用状況
近年の一日平均乗車人員の推移は下記のとおり。(東近江市統計書より)
| 年度               | 一日平均 乗車人員 |
| ------------------ | ----------------- |
| 2002年（平成14年） | 45                |
| 2003年（平成15年） | 38                |
| 2004年（平成16年） | 38                |
| 2005年（平成17年） | 35                |
| 2006年（平成18年） | 42                |
| 2007年（平成19年） | 47                |
| 2008年（平成20年） | 43                |
| 2009年（平成21年） | 63                |
| 2010年（平成22年） | 78                |
| 2011年（平成23年） | 88                |
| 2012年（平成24年） | 72                |
| 2013年（平成25年） | 64                |
| 2014年（平成26年） | 66                |
| 2015年（平成27年） | 73                |
| 2016年（平成28年） | 75                |
| 2017年（平成29年） | 79                |
| 2018年（平成30年） | 80                |
| 2019年（令和元年） | 75                |

## 駅周辺
駅南側にある蛇窪町交差点で滋賀県道13号彦根八日市甲西線と滋賀県道170号高木八日市線（※交差点から東側は滋賀県道45号石原八日市線と重複）が交差する。駅東側には今堀団地があり、駅西側には寺や神社がある。駅西側の道をそのまま通り抜けると市辺駅に至る。なお、近江鉄道本線（水口・蒲生野線）と滋賀県道13号線の並行区間は当駅から1 km北の「中野町」という地区から京セラ前駅の手前（赤坂交差点）まで続く。
- 今堀団地（県営・市営団地）
- 石造道標「八日市飛行場道」- 1930年（昭和5年）建立
- 福命寺
- 今堀日吉神社
- 長緒神社
- 見送り稲荷神社 - 大学前駅とのほぼ中間にある神社。御代参街道沿い。
- 御代参街道
- 滋賀県道13号彦根八日市甲西線
- 滋賀県道45号石原八日市線（※駅付近にある交差点まで滋賀県道170号線と重複）
- 滋賀県道170号高木八日市線
- ちょこっとバス「蛇溝」停留所・「今堀」停留所 - 「蛇溝」停留所はちょこっとタクシー（要予約）も経由。

## 隣の駅
近江鉄道
■本線（水口・蒲生野線）
八日市駅（OR15） - 長谷野駅（OR26） - 大学前駅（OR27）

### 記事本文